# Loopgravenoorlog
Een loopgravenoorlog of stellingenoorlog is een oorlog waarin beide partijen zich tegenover elkaar ingegraven hebben in loopgraven en andere versterkte posities, met als doel de opmars van de vijand te stuiten, die uitgemond is in een patstelling waarbij geen van beide partijen erin slaagt door de vijandelijke linies te breken. In feite is een loopgravenoorlog een situatie waarbij beide partijen elkaar belegeren. Normaliter is er bij een belegering sprake van een aanvallende partij die de verdedigende partij belegert, maar in een loopgravenoorlog zijn beide partijen belegeraar en belegerde tegelijk.
De bekendste loopgravenoorlog is de Eerste Wereldoorlog (1914-1918), maar ook oorlogen als de Amerikaanse Burgeroorlog (1861-1865) en de Russisch-Japanse Oorlog (1904-1905) vertoonden kenmerken van loopgravenoorlogen.
Tegenwoordig komen loopgravenoorlogen eigenlijk alleen nog voor in de derde wereld, waar de strijdende partijen wel beschikken over moderne vuurwapens maar niet of nauwelijks over voertuigen zoals tanks en vliegtuigen. In de conflicten tussen Ethiopië en Eritrea aan het eind van de 20e eeuw werden bijvoorbeeld ook loopgravenoorlogen gevoerd.

## Oorsprong

Britse soldaten in een veroverde Duitse loopgraaf bij Ovillers-la-Boisselle in juli 1916 tijdens de slag aan de Somme.

Over het algemeen is een loopgravenoorlog het resultaat van technologische ontwikkelingen die het mogelijk maken vijandelijke soldaten sneller te doden dan zij kunnen oprukken. In de Eerste Wereldoorlog bijvoorbeeld maakten repeteergeweren, machinegeweren en moderne artillerie het mogelijk om soldaten in het open veld bij bosjes neer te maaien. Omdat legers zich echter nog grotendeels te voet en met paarden verplaatsten, konden ze diezelfde open slagvelden niet snel genoeg oversteken om dicht genoeg bij de vijand te komen en effectief vuur op de vijand uit te brengen.
Om zichzelf te beschermen tegen kogels en artillerievuur groeven soldaten loopgraven. Dit was al eeuwenlang een praktische oplossing wanneer het terrein onvoldoende bescherming bood en in de 19e eeuw was het een geaccepteerd onderdeel van de toenmalige moderne oorlogvoering. De oplossing die militaire handboeken aandroegen was: maak een omtrekkende beweging om de vijand in de flank of zelfs in de rug aan te vallen, waarna er weer van manoeuvre-oorlogsvoering gesproken kan worden.

## Eerste Wereldoorlog

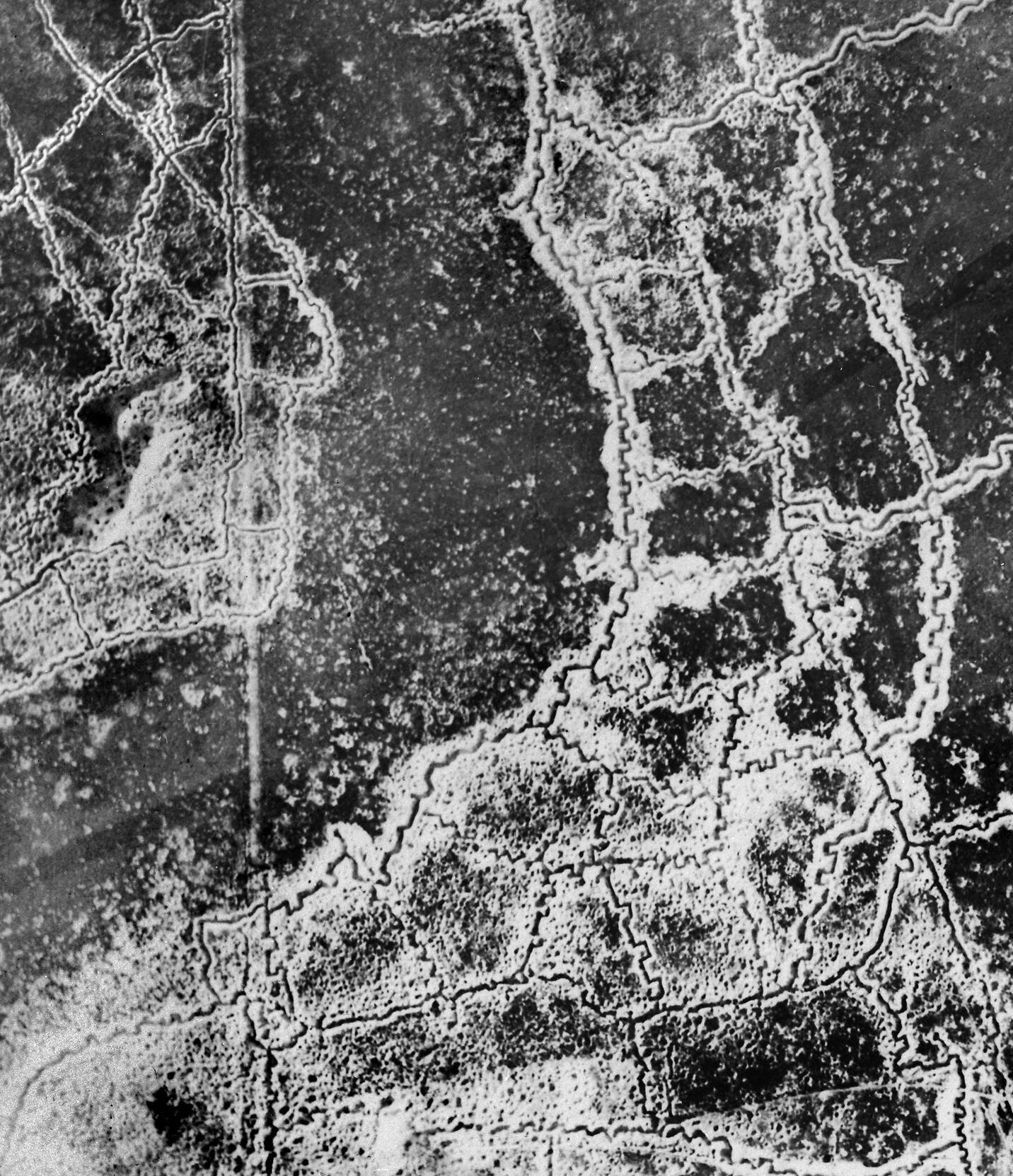
Luchtfoto van loopgraven en niemandsland tussen Loos en Hulluch, Frankrijk, op 22 juli 1917. Linksboven de Engelse stellingen en rechts en onderaan de Duitse.

Toen in 1914 de Duitse legers België en Frankrijk binnenvielen, verliep hun opmars eerst voorspoedig. De Duitsers moesten echter divisies aan de strijd onttrekken om de oprukkende Russen in het oosten tegen te houden, wat ook lukte. Maar hierdoor verloren zij de overmacht aan het westfront. Bovendien mengde Groot-Brittannië zich in de oorlog, waardoor er een zeer stabiel evenwicht ontstond. De oorlog mondde uit in een loopgravenstelling over de gehele lengte van het front. Hierdoor was de oude tactiek om via een omtrekkende beweging de stellingen in de rug aan te vallen onmogelijk. Ondanks het defensieve karakter van de loopgraven leidde het tijdens de Eerste Wereldoorlog tot een zeer groot aantal slachtoffers, enerzijds door artilleriebombardementen van elkaars stellingen en anderzijds omdat iedere aanval inhield dat de soldaten uit hun loopgraven moesten komen. Door de grote schaal waarop men zich had ingegraven bleek het moeilijk om doorbraken te forceren en werden stellingen en posities keer op keer ingenomen en dan weer prijsgegeven. 
Eind 1916, na 2,5 jaar oorlog, startten de Duitsers vredesonderhandelingen, die door Frankrijk en Engeland werden afgewezen. De oorlog woedde dus voort en doordat de oorlog jaren duurde, konden beide partijen elk jaar een nieuwe lichting jonge soldaten aanvoeren. In april 1918 konden de Duitsers dankzij hun overwinning tegen Rusland in het oosten nieuwe troepen aanvoeren. Er waren grote successen en Parijs werd bijna bezet maar in de zomer van 1918 dreven de pas gearriveerde Amerikaanse troepen de Duitsers terug. Onder invloed van dit offensief, in combinatie met andere gebeurtenissen en een Duitse revolutie, wonnen de geallieerden de oorlog en daarmee ook de loopgravenoorlog.

## Figuurlijk gebruik
Onder stellingenoorlog verstaat men in overdrachtelijke betekenis ook een situatie waarbij twee partijen niet tot een compromis kunnen komen, geen duimbreed willen toegeven en hun eigen mening en gezichtspunt blijven verdedigen.